# Каин (Marvel Comics)
Каин (англ. Kaine) — персонаж, появляющийся в комиксах издательства Marvel Comics. Персонаж был создан Терри Кавана и Стивеном Батлером и впервые появился в Web of Spider-Man #119. Каин является главным персонажем серии комиксов Scarlet Spider, первый выпуск которой вышел 11 января 2012 года.

## Биография

### Рождение Каина

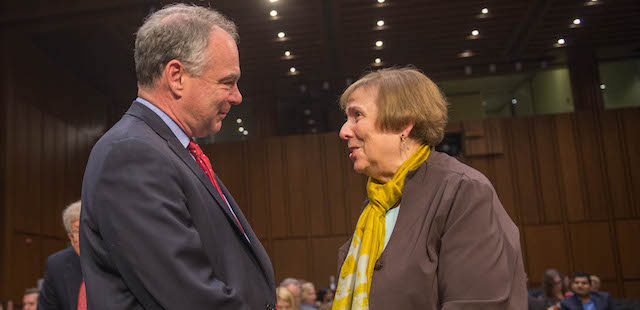
Первый костюм Каина

Каин был первым успешным клоном Питера Паркера, созданный Шакалом, но, в связи с нарушениями процесса клонирования, он остался деформированным и психически неуравновешенным. Каин позже был назван Шакалом, как «Parker 3.0». Шакал отказывается от Каина, потому что клон начинает показывать первые признаки процесса вырождения, и Каин начинает испытывать сильное чувство отчуждения между «отцом» и «сыном». Каин понимает, что частичная дегенерация также вызвала небольшое усиление сил полученных «в наследство» от Питера Паркера. Мало того, что его сила, скорость и ловкость были скопированы с оригинального Питера, он также получил «дар ясновидения», с помощью которого он может видеть будущее (усиленный вариант Паучьего чутья). Кроме того, он обладает «Знаком Каина», кислотной кровью, которую он использует, чтобы оставлять следы руки на лицах своих жертв.
Однако Озборн смог регенерировать Шакала и изменил файлы в его компьютере, тем самым убедив его, что Бен Рейли — настоящий Питер Паркер. А Питер Паркер — клон. Каин узнав информацию из этих файлов, решил защищать Питера Паркера, считая его своим братом клоном и давал ему жизнь, которой никогда не обрести ему самому. А Бена Рейли он пытается уничтожить.

### Суд над Питером Паркером
Защищая жизнь Паркера, Каин неоднократно пытался убить Бена Рейли, а также убивал и других злодеев. Например, когда он убил Доктора Октопуса и Мрачного охотника, он убил вскоре ещё и одного полицейского, оставив отпечатки пальцев. В этом вначале обвинили Питера Паркера, но Бен Рейли решил спасти Питера и сказал, что это он — убийца. Питер нашёл Каина и потребовал, чтобы тот сознался. Каин отказывался до тех пор, пока Питер не стал угрожать ему, что расскажет всем правду о том, что Каин — клон. Каин был вынужден согласиться и пришёл, сдавшись и сознавшись.

### Паучий Остров
Во время кроссовер-серии Spider-Island, выходившего в 2011 году, Каин переходит на добрую сторону и помогает спасти Нью-Йорк от нашествия людей со способностями Человека-паука. Ему также удаётся излечить своё тело от мутаций и некоторых опасных способностей. По окончании кроссовера Питер Паркер отдаёт Каину свой новый стелс-костюм. Каин принимает новое альтер эго — Алый паук взамен умершего ранее Бена Рейли.

### Новые Воины
Каин присоединяется к команде «Новые Воины».

### Паучий мир
Алый Паук с командой Новые Воины подвергается нападению Дэмоса, являющимся одним из Наследников, которые охотятся на Людей-Пауков во всей вселенной. Каина спасает группа Людей-Пауков из другого мира во главе с Изекилем. В составе также была Гвен Стейси в костюме Женщины-Паука из Вселенной-65, которую Алый Паук принял за клона, но Бен Рейли из Вселенной-94 (в костюме оригинального Алого Паука) сообщает ему, что она из альтернативного измерения как и другие Пауки. Однако группа Людей-Пауков теряют одного из своих товарищей Человека-Паука Земли-70105, убитого Дэмосом, и Кайн через портал оказывается на Земле-13, являющейся безопасной зоной выживших Людей-Пауков.
Позже Алый Паук с небольшой группой Людей-пауков, возглавляемых оригинальным Питером Паркером находит ещё одну команду уцелевших во главе Совершенного Человеко-Паука (Отто Октавиуса) во Вселенной 2099. Но там он объединяется с Беном Рейли из Вселенной-94 и Чёрной Вдовой из Вселенной-1610 (женский клон Питера Паркера) и отправляются в царство Дженникса — Вселенная-802, чтобы уничтожить базу, откуда клонируют Наследников. Там они противостоят клонированному Тони Старку, Джонни Шторму а затем и Дженниксу в здании Бакстера, команда Клонов-Пауков одерживает победу, но Бен жертвует собой, чтобы уничтожить Дженникса и базу по созданию клонов. После смерти Бена, Каин отправляется в Ткацкий Мир — логово Наследников, чтобы отомстить им. Там ему удается убить одного из них — Солуса, патриарха Наследников, но в отместку за это его убивает Морлан. Однако после того как выжившие Люди-Пауки побеждают Наследников, переместив их на Землю-3145, и Карн, ставший новым Мастером Ткачом, отправляет всех пауков в их реальности, то выясняется, что Каин всё ещё жив.

## Силы и способности

### Ранее
Каин обладает сверх-силой, скоростью и выносливостью, также рефлексы скопированы с Человека-паука.
Но способности Каина отличаются тем, что у него есть способность «ясновидения», также клон использует кислотную кровь, чтобы оставлять следы руки на своих жертвах. На пальцах в костюме есть острые и прочные когти.

### Алый Паук
- Повышенная сила: Новым пределом поднимаемой массы стала отметка в 60 тонн.
- Устойчивость к телепатическому, телекинетическому и пирокинитическому воздействиям
- Повышенная ловкость, выносливость, скорость и реакция.
- Усовершенствованное Паучье чутьё.
- Иммунитет к ядам, токсинам, многим болезням.
- Ночное зрение.
- Улучшенный исцеляющий фактор: Восстановление после любого ущерба для организма стало происходить в несколько десятков раз быстрее.
- Жала: На запястьях расположены острые выдвижные жала.
- Выделение органической паутины.
- Телепатический контроль пауками.
- Трансформация в «Другого»
- Защита от поглощения жизненных сил (энергии)

### Другой
- Сверхчеловеческая сила (более 100 тонн), реакция, скорость, выносливость. В несколько раз выше, чем у Каина в человеческой форме
- Ядовитая слюна.
- Звериная ярость
- Практически мгновенная регенерация
- Полный контроль пауками
- Неуязвим к магии
- Поглощение жизненной силы

## Другие версии

### Ultimate Каин
В Ultimate-вселенной Каин также является деформированным клоном Питера Паркера, созданным Доктором Осьминогом. Он похищает Мэри Джейн и пытается наделить её супер-силами. Его убивают охотники за Пауком Ника Фьюри, когда он пытается защитить Мэри Джейн от них. В комиксе его имя никогда не было упомянуто, оно было раскрыто только в ван-шоте Ultimate Secrets, вышедшем в январе 2008 года.

## Вне комиксов

### Телевидение
- Появляется в 4-м сезоне мультсериала «Совершенный Человек-паук». В этой версии Алый паук является результатом неудачного эксперимента Доктора Осьминога, а также оказывается первым человеком, получившим паучьи способности, для уничтожения Человека-паука. В 9-м эпизоде тётя Мэй даёт ему имя Бен Рейли. Позднее оказывается шпионом Доктора Осьминога. И он потом приносит себя в жертву, чтобы спасти город от Осьминога. В 21 серии появляются синтезоиды (клоны паука), которые называют себя Каин, и выясняется что Бен Рейли жив.

### Видеоигры
- В игре The Amazing Spider-Man и The Amazing Spider-Man 2 костюм Каина, в качестве Алого Паука является альтернативным для выбора.
- В игре Spider-Man (игра, 2018), также появляется костюм Каина, в качестве Алого Паука.